# Psephochelys polyosteoderma
La psefochelide (Psephochelys polyosteoderma) è un rettile marino estinto, appartenente ai placodonti. Visse nel Triassico superiore (Carnico, circa 225 milioni di anni fa). I suoi resti fossili sono stati ritrovati in Cina.

## Descrizione
Questo animale è conosciuto per uno scheletro parziale, comprendente un cranio e un carapace tondeggiante. In generale, il corpo doveva essere simile a quello di una tartaruga, e la lunghezza era di circa un metro. Il cranio possedeva un rostro lungo e stretto, con l'estremità priva di denti; sul palato e lungo le mascelle erano presenti denti arrotondati e bulbosi. La parte posteriore del cranio era abbastanza larga e possedeva un margine posteriore molto concavo.
Il carapace era formato da numerosi elementi ossei pentagonali ed esagonali (osteodermi) connessi fra loro tramite suture. La regione centrale del carapace era costituita da osteodermi fusi insieme e non distinguibili, mentre nella parte esterna i singoli elementi erano ben visibili. Rispetto ad altri placodonti cinesi (come Sinocyamodus e Glyphoderma), gli osteodermi possedevano una superficie più liscia. Nella parte anteriore del carapace erano presenti due tubercoli ingranditi, fusi alla parte restante della corazza. La parte inferiore della corazza non era costituita da un piastrone come quello delle tartarughe o di altri placodonti (come Placochelys), ma erano presenti tre file di osteodermi marginali che affiancavano le costole ventrali (gastralia).

## Classificazione
Psephochelys è stato descritto per la prima volta nel 2002, sulla base di resti fossili ritrovati nella formazione Falang (provincia di Guizhou). È stato attribuito ai ciamodontoidi (Cyamodontoidea), un gruppo di rettili placodonti dal corpo simile a quello delle tartarughe. All'interno del gruppo, Psephochelys è stato accostato ad altre forme del Triassico europeo, in particolare Psephoderma e Placochelys, e per alcune caratteristiche del cranio sembrerebbe una forma intermedia fra i due generi precedenti. Altre peculiarità (ad esempio la forma del postfrontale) richiamano invece il più primitivo Placodus, al di fuori del gruppo dei ciamodontoidi.
Il nome generico, Psephochelys, è infatti stato scelto per sottolineare la combinazione di caratteristiche condivise con le forme europee. La parte inferiore della corazza, costituita da elementi ossei sparsi e da costole ventrali, non assomiglia a quella di alcun ciamodontoide noto.

## Paleoecologia
Psephochelys nuotava lentamente lungo le coste dell'oceano Tetide, schiacciando molluschi grazie alla dentatura robusta. Nello stesso giacimento sono stati rinvenuti i resti di numerosi altri rettili marini, tra cui altri placodonti (Sinocyamodus) e i predatori Xinpusaurus, Anshunsaurus, Qianichthyosaurus e Guizhouichthyosaurus.